# Heterocallia nepalensis
Heterocallia nepalensis är en fjärilsart som beskrevs av Inoue 1987. Heterocallia nepalensis ingår i släktet Heterocallia och familjen mätare. Inga underarter finns listade i Catalogue of Life.